# Nectriopsis mindoënsis
Nectriopsis mindoënsis är en svampart som tillhör divisionen sporsäcksvampar, och som först beskrevs av Franz Petrak, och fick sitt nu gällande namn av Gary Joseph Samuels. Nectriopsis mindoënsis ingår i släktet Nectriopsis, och familjen Bionectriaceae. Arten är reproducerande i Sverige.